# 多斑斜頜鰈
多斑斜頜鰈為輻鰭魚綱鰈形目鰈亞目冠鰈科的其中一種，為熱帶海水魚，分布於西太平洋新喀里多尼亞海域，棲息深度280-330公尺，體長可達16.8公分，棲息在底層水域，生活習性不明。